# Milus international
 (février 2022).
 (février 2022).
Si vous disposez d'ouvrages ou d'articles de référence ou si vous connaissez des sites web de qualité traitant du thème abordé ici, merci de compléter l'article en donnant les références utiles à sa vérifiabilité et en les liant à la section « Notes et références ».
Milus International SA est une maison d'horlogerie suisse, installée à Bienne, au pied du Jura. Elle est fondée en 1919 par Paul William Junod. 

## Historique
L'entreprise est fondée en 1919 par Paul William Junod (1896-1951) sous le nom de Milus Watch Company. Le siège social de l'entreprise se trouve localisé à l'origine à l'Allée de la Champagne à Bienne. Dès le début, fort de sa formation d'horloger, son créateur cherche à produire une montre à la fois précise et élégante.
En 1931, l'entreprise déménage à la rue Centrale et restreint son activité à la suite du krach de 1929. Elle devient alors un atelier de terminage qui emploie 7 personnes au total. Deux ans plus tard, la crise passée, l'entreprise emploie désormais 14 personnes. À partir de 1942, la situation s'améliore franchement et la production de montres s'accroît.
Lors du décès du fondateur en 1951, les rênes de l'entreprise sont confiées à son fils, Paul Herbert Junod. Celui-ci opère une refonte les ateliers familiaux, tout en développant en parallèle de nouvelles montres au design novateur.  Cette action fait augmenter la production de 200% et fait passer le nombre des collaborateurs de 35 en 1951 à 50 dans le courant des années 1960. Durant cette période, l'entreprise s'établit dans son siège actuel, à la route de Reuchenette 19.
Pendant les années 1970, l'entreprise reçoit plusieurs récompenses pour ses produits, dont la Rose d'Or de Baden-Baden à trois reprises au début des années 1970. Le modèle appelé « La Mer » remporte la session de 1970, celle de l'année suivante récompense la « Montre de poche » et le dernier honneur récompense le modèle « Avant-garde » (1973).

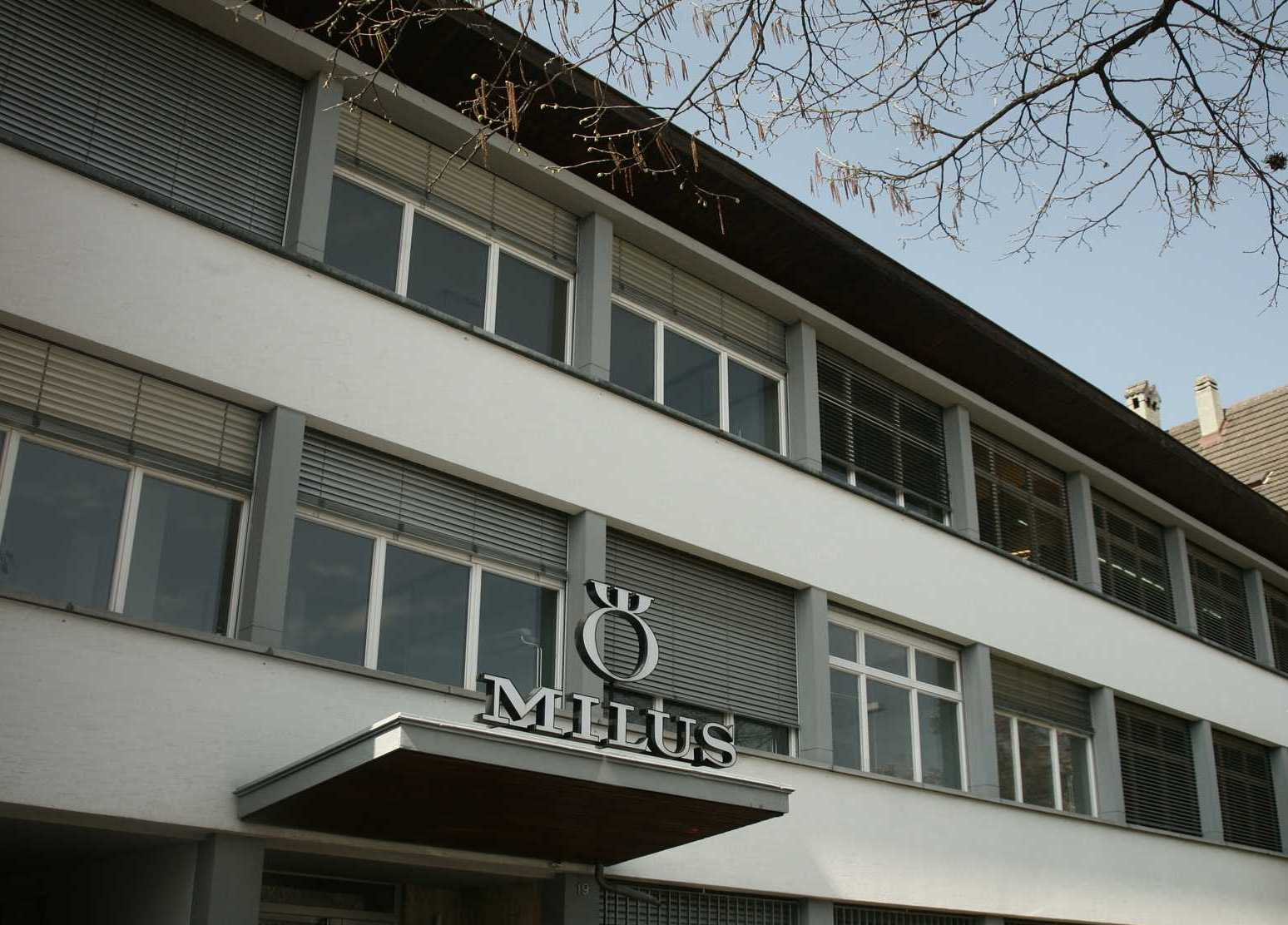
L'actuel siège social de Milus International SA

L'entreprise est touchée par la crise du quartz qui frappe l'industrie horlogère dans la seconde moitié des années 1970. En 1982, c'est dans ce contexte difficile que Paul Herbert Junod cède l'entreprise à ses deux fils, Pierre et Paul. Ces derniers développent des montres révolutionnaires au design innovant, ce qui permet à Milus International SA de remporter plusieurs prix pour l'originalité de ses produits entre 1984 et 2001.

Milus Far Side pour le Museum of Modern Art - 1992

Les Junod se sont placés à l’avant-garde du style horloger, faisant véritable œuvre de pionniers en faveur d’un design « pur et dur ». Sans relâche, ils ont œuvré pour obtenir « une industrie horlogère réellement contemporaine » proposée à des prix démocratiques. Rapidement, Milus est devenue une marque reconnue voire culte dans les cercles artistiques et créatifs.
Conformément à la volonté de son créateur, Milus reste en mains familiales durant trois générations avant d'être cédée à un groupe d'investisseurs étrangers en 2003. Cette année là, la marque Milus est reprise par le groupe hong-kongais Peace Mark Holdings Ltd et dirigée par Jan Edöcs, un ancien de Swatch Group. La marque biennoise est ensuite reprise par le conglomérat Chow Tai Fook en 2008. À cette époque ont été produites des montres de très haut de gamme, y compris de l’or compliqué ou des diamants, comme une répétition minutes. Milus est rachetée en 2016 par la famille suisse Tissot, fondatrice de la marque éponyme.
À l’occasion de son centenaire, en 2019, Milus revient sur le marché avec des modèles tout aussi classiques qu’audacieux. Sous l'impulsion de Luc Tissot, la firme biennoise ressuscite l'âme de la marque par des modèles alliant précision, et excellence technique au design intemporel.  

## Activités

### Produits
La majorité des montres de Milus International SA sont équipées du mécanisme triretrograde. Parmi ces montres, on retrouve :
- La Merea TriRetrograde qui a reçu plusieurs prix pour sa ligne élégante et originale

- La Herios TriRetrograde

- La Tirion TriRetrograde

- La Tirion Répétition Minutes TriRetrograde

Milus a également développé des boutons de manchettes comprenant un mouvement horlogers toujours dans l'esprit de la marque qui développe des produits à la fois originaux, pratiques et esthétiques.
Autre produit phare de la marque, le Snow Star Heritage Kit' s'est inspiré du Life Barter Kit distribué durant la seconde Guerre Mondiale aux aviateurs de l'US Navy. Ce coffret, accompagné d'une montre Milus Snow Star Heritage a été repris et produit à quelques exemplaires en hommage au modèle original.

En 2019 Milus signe son retour sur la scène horlogère avec deux nouvelles collections : LAB 01 et ICONIC.  
Avec sa collection LAB, Milus entend s’inspirer librement de ses designs des années 90, grande époque de minimalisme stylistique et de design. Très graphique, elle arbore un cadran vraiment original en fibres de verre apparentes qui donnent son unicité́ à chaque pièce. 
Les modèles de la Collection ICONIC combinent l’excellence technique de la maison MILUS à des designs éprouvés et indémodables. 

## Particularités

### La Fonction 3838 TriRetrograde
Cette fonction propre à la marque est symbolisé par trois cercles distincts placés à 3 h, 6 h et 9 h. Chacune des aiguilles parcourt successivement 20 secondes sur son cadran avant de revenir à sa position initiale au moment où l'aiguille suivante commence sa course.
Concrètement, l'aiguille avance sur le premier cadran à vitesse constante (transmission mécanique) durant les 20 premières secondes de la minute. Une fois la vingtième seconde atteinte, l'aiguille rétrograde jusqu'à sa position de départ alors que dans le même temps, la deuxième aiguille commence sa course sur le deuxième cadran jusqu'à la quarantième seconde. À ce moment, la deuxième aiguille retrouve sa position initiale et la troisième aiguille commence sa course jusqu'à la soixantième seconde, puis l'opération se renouvelle.

### Logo

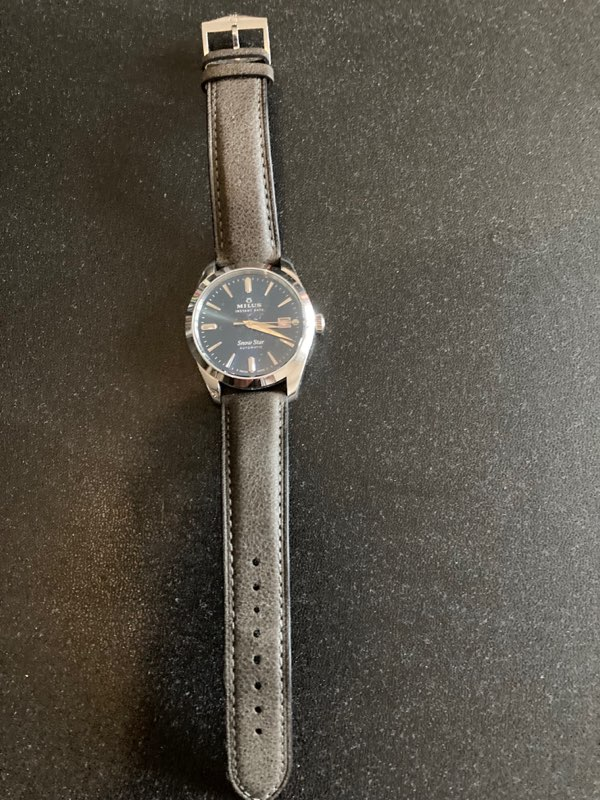
montre Milus Snow Star

Le logo de Milus International SA tire son origine du dieu grec "Hermès" et représente à la fois l'ingéniosité et la créativité. Le logo représentait initialement Hermès lui-même, coiffé de son casque à trident. Alors que le premier logo était relativement détaillé, une seconde version plus simplifiée est apparu dans les années 1940. Il n'est finalement resté que la tête d'Hermès coiffée de son trident pour obtenir le logo actuel de Milus International SA.

### Modèle Milus Snow Star
Cette montre avait été choisie dans les années 1940 par l’armée américaine pour accompagner les pilotes dans un coffret avec un ensemble d'objets utiles à leur survie. Nombres de pilotes de l'US Navy purent sauver leur vie grâce au « Life Barter Kit » (« kit d’échange contre la vie ») qui comprenait une Milus Snow Star « Instant Date ». En fin commercial, la firme Milus propose au XXIe siècle une réédition moderne de cette montre historique. 